# Kinglet Primário
Kinglet Primário era uma bomba de fissão impulsionada dos Estados Unidos, primário é o termo para a bomba de fissão utilizada para implodir o secundário em uma bomba termonuclear, foi utilizado somente em duas armas termonucleares: W55 e W58.
Os britânicos evoluíram mais tarde o desenho do Kinglet e o denominaram Harriet, pois estes tinham algumas dúvidas sobre a segurança do Kinglet, iriam rejeita-los, mas por estes terem melhor durabilidade do que outros primários apos serem atingidos pelos mísseis ABM-1 Galosh da União Soviética